# Belhar
Belhar ist ein Stadtteil der Cape Town Metropolitan Municipality in der Provinz Western Cape, Südafrika. Er liegt östlich des Stadtzentrums von Kapstadt am Nordrand der Cape Flats. Laut Volkszählung 2011 leben 56.234 Menschen in Belhar.
Bekannt wurde die Siedlung durch das Belhar-Bekenntnis. Im Oktober 1982 tagte die Generalsynode der Nederduitse Gereformeerde Sendingskerk (NGSK), damals eine Kirche der Coloureds, in Belhar. Auf der Synode wurde der Entwurf eines Bekenntnisses mit Aussagen für Einheit, Versöhnung und Gerechtigkeit in der südafrikanischen Gesellschaft von einer kleinen Gruppe Christen vorgestellt. Sie forderten ihre Kirche auf, angesichts der Apartheidsverhältnisse kritisch Stellung gegen die ungerechte Spaltung der Gesellschaft zu beziehen.
Unmittelbar nördlich von Belhar liegt der Hauptcampus der University of the Western Cape (UWC), nördlich davon der Stadtteil Bellville. Südlich liegt der Stadtteil Delft, südwestlich der Cape Town International Airport. Entlang dem Nordrand Belhars verkehren Nahverkehrszüge der Metrorail Western Cape, die Belhar und  die UWC mit mehreren Stationen bedienen.